# Nicolás Lapentti
Nicolás Alexander Lapentti Gómez (* 13. srpen 1976, Guayaquil, Ekvádor) je bývalý ekvádorský profesionální tenista. V době své kariéry vyhrál 5 turnajů ATP ve dvouhře a 3 turnaje ve čtyřhře. Jeho nejlepším grandslamovým výsledkem bylo semifinále dvouhry na Australian Open 1999.
Hrál od šesti let; pochází z tenisové rodiny, jeho strýcem je Andrés Gómez a bratrem Giovanni Lapentti. V roce 1994 vyhrál s Gustavem Kuertenem čtyřhru juniorů na French Open a s Benem Ellwoodem na US Open. Profesionálně hrál v letech 1995–2011. V roce 1999 získal Cenu ATP pro hráče s největším zlepšením. V dubnu 2000 dosáhl svého žebříčkového maxima, když se stal světovou šestkou.
Hrál na olympiádě v letech 1996, 2004 a 2008, v roce 1996 byl spolu s Pablem Campanou osmifinalistou čtyřhry.
Za Daviscupový tým Ekvádoru hrál sedmnáct let, má bilanci 41 výher a 16 porážek ve dvouhře a 20 výher a 18 porážek ve čtyřhře. V letech 2001 a 2010 startoval s ekvádorským týmem ve Světové skupině. Je rekordmanem soutěže se třinácti zápasy vyhranými po pěti setech.